# Hrabstwo Lycoming
Hrabstwo Lycoming – hrabstwo w USA, w stanie Pensylwania. Założone 13 kwietnia 1795. Według danych z 2000 roku, hrabstwo miało 120044 mieszkańców.